# رذاذ متلاشي

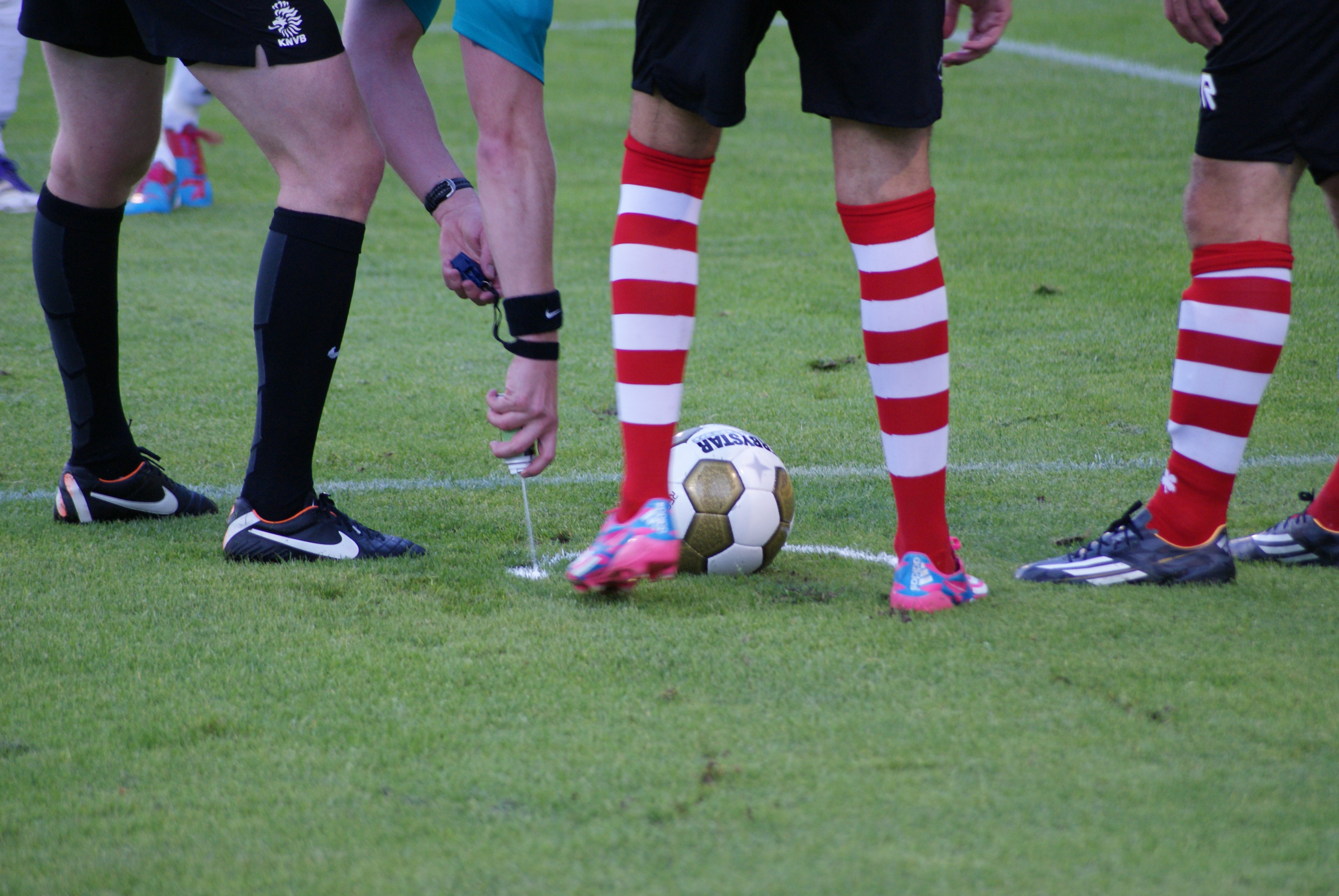
استخدام الرذاذ المتلاشي

الرذاذ المتلاشي هو عبارة عن مادة تم تطبيقها في لعبة كرة القدم من أجل توفير علامة بصرية مؤقتة لاستخدامها من قبل كلا اللاعبين والحكام لأغراض ضمان اللعب النظيف.

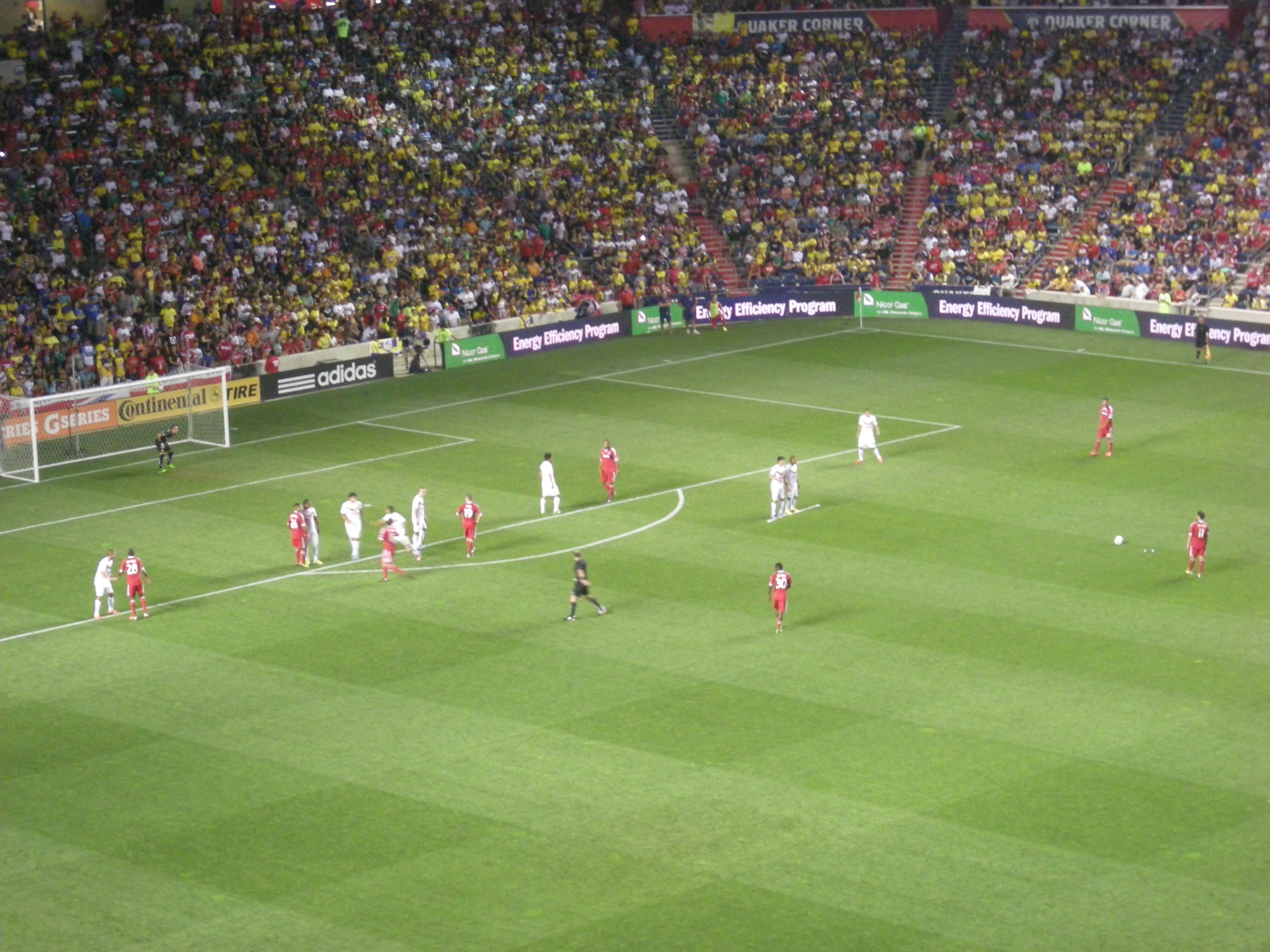
استخدام الرذاذ المتلاشي في كوبا أمريكا 2013

يتم استخدامها من قبل حكام كرة القدم وهي تشير إلى الحد الأدنى من المسافة التي يجب على أعضاء الفريق المنافس يقفوا خلال الركلة الحرة، فضلا عن تحديد مكان الكرة.
وهي تساعد في منع تأخير الوقت في منع الفريق المدافع من التقدم عن خط 10 ياردة (9.1 م) كذلك منع الفريق المهاجم من تحريك الكرة بشكل غير قانوني عن مكان الركلة الصحيح.

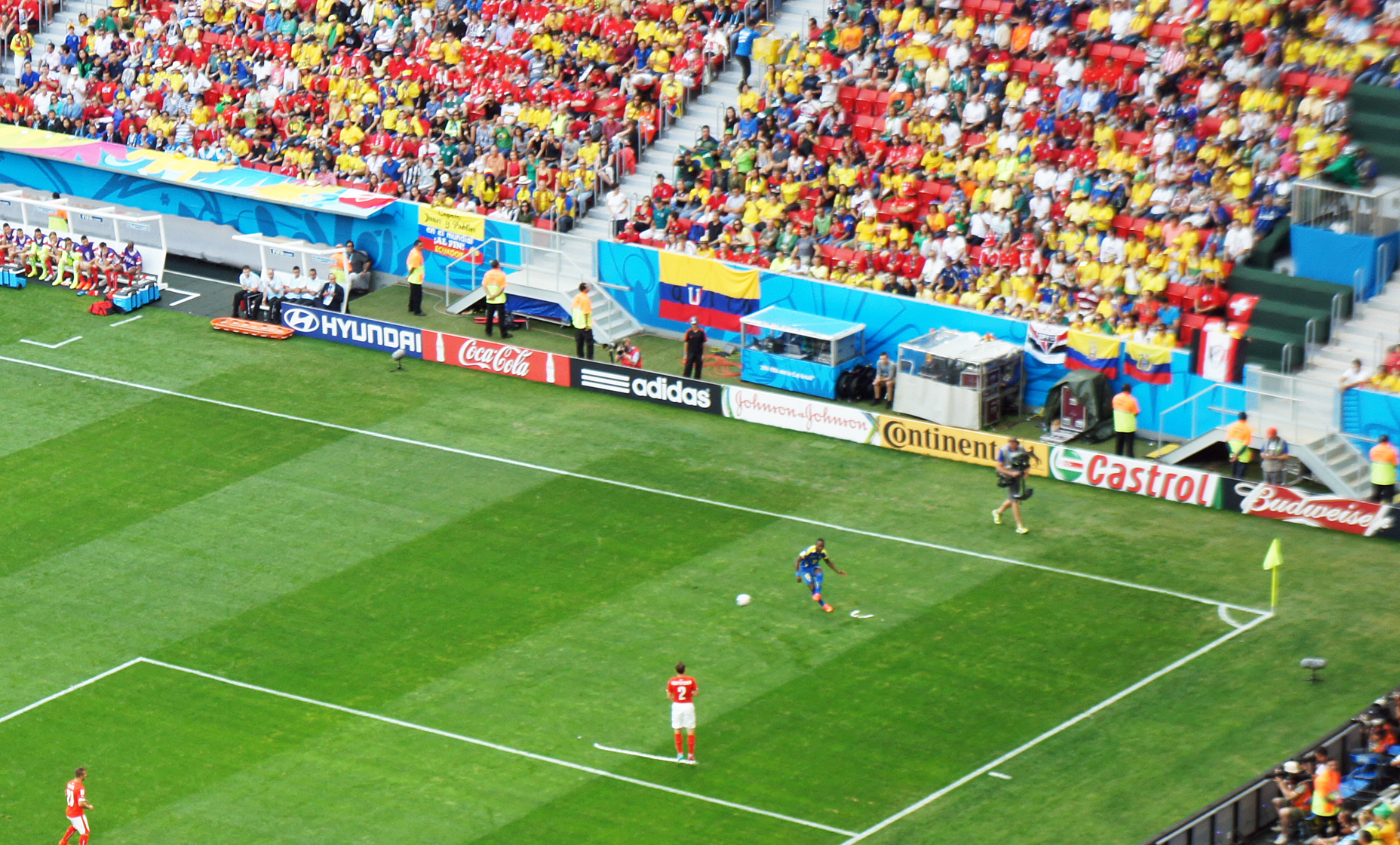
الرذاذ المتلاشي في بطولة كأس العالم 2014 بالبرازيل

## محتويات الرذاذ المتلاشي
يحتوي الرذاذ المتلاشي على الماء (~ 80٪)، غاز البوتان (~ 20٪)، مؤثر سطحي (~ 1٪)، وغيرها من المكونات (~ 2٪). يوسع البوتان عندما يتغير الضغط وفي نهاية المطاف البوتان يتبخر، ويترك الماء فقط وبقايا السطحي على أرض الملعب، ويتلاشى بعد مرور دقيقة تقريباً.

## تطبيقه بشكل رسمي
بعد نجاح تجربة استخدامه في بطولات كأس العالم تحت 20 سنة لكرة القدم 2013 وكأس العالم تحت 17 سنة لكرة القدم 2013 وكأس العالم للأندية لكرة القدم 2013، وافق الفيفا في اجتماعه في 3 مارس 2014،  على استخدام الرذاذ المتلاشي من قبل الحكام للمرة الأولى في نهائيات كأس العالم.
والذي يهدف لمساعدة الحكام في تحديد مكان وقوف حائط الدفاع قبل تسديد الركلات الحرة، حيث يقوم الحكم بتحديد ومن ثم رسم خط على طول المكان الذي يبعد عن مكان تسديد الكرة، أي المكان الذي يسمح عنده بتواجد أقرب مدافع، ويختفي الخط خلال دقيقة بعد ذلك.